# Tully (Somme)
Tully é uma comuna francesa na região administrativa de Altos da França, no departamento de Somme. Estende-se por uma área de 1,88 km². Em 2010 a comuna tinha 550 habitantes (densidade: 292,6 hab./km²).